# Luis-Joe Lührs
Luis-Joe Lührs (Monaco di Baviera, 20 gennaio 2003) è un ciclista su strada e pistard tedesco che corre per la Decathlon AG2R La Mondiale Development Team; è professionista dal 2022.

## Palmarès

### Strada
- 2021 (Juniores)

4ª tappa Ain Bugey Valromey Tour (Virignin > Montréal-la-Cluse)

#### Altri successi
- 2021 (Juniores)

Main-Spessart-Rundfahrt Juniors
Classifica a punti Ain Bugey Valromey Tour
- 2022 (Bora-Hansgrohe)

Gippinger Radsporttage
5ª tappa Tour de l'Avenir (Gueugnon > Saint-Vallier, cronosquadre)

### Pista
- 2021 (Juniores)

Campionati del mondo, Inseguimento a squadre Junior (con Benjamin Boos, Ben-Felix Jochum e Jasper Schröder)

## Piazzamenti

### Classiche monumento
- Giro delle Fiandre

2024: ritirato
- Parigi-Roubaix

2024: ritirato

### Competizioni mondiali
- Campionati del mondo su strada

Fiandre 2021 - Cronometro Junior: 18º
Fiandre 2021 - In linea Junior: 10º
- Campionati del mondo su pista

Il Cairo 2021 - Inseguimento a squadre Junior: vincitore

### Competizioni continentali
- Campionati europei su strada

Plouay 2020 - In linea Junior: 22º
Trento 2021 - In linea Junior: 23º
- Campionati europei su pista

Fiorenzuola d'Arda 2020 - Inseguimento a squadre Junior: 2º
Fiorenzuola d'Arda 2020 - Inseguimento individuale Junior: 8º
Apeldoorn 2021 - Inseguimento a squadre Junior: 6º